# 曼多姆貝字母
曼多姆貝字母（Mandombe，或作Mandombé）是1978年由剛果民主共和國姆班扎恩古恩古教師瓦貝拉迪歐・帕伊創建的文字系統，他聲稱是受到金邦谷教先知西蒙·金邦谷托夢啟示。曼多姆貝字母被拿來拼寫剛果語之外，也被應用於剛果的其他4種國家語言吉土巴語、林格拉語、契盧巴語與史瓦希利語。
曼多姆貝文字被認為是最有可行性並起源自非洲的3種文字系統之一，另外2種是瓦伊音節文字與西非書面字母。將曼多姆貝文字納入Unicode的提案也已於2016年提出。